# Celso Lagar
Celso Lagar Arroyo, né à Ciudad Rodrigo (Salamanque) le 4 février 1891 et mort à Séville le 6 septembre 1966, est un sculpteur, peintre et lithographe expressionniste espagnol.
Artiste de la première génération de l’École de Paris, où il a vécu la plus grande partie de sa vie, il a été influencé par les avant-gardes de tous genres comme le cubisme ou le fauvisme. Il a peint principalement des paysages et des natures mortes. Il est l'époux de la sculptrice française Hortense Begué. Devenu veuf, la fin de sa vie fut assombrie par des troubles psychiatriques.

## Biographie

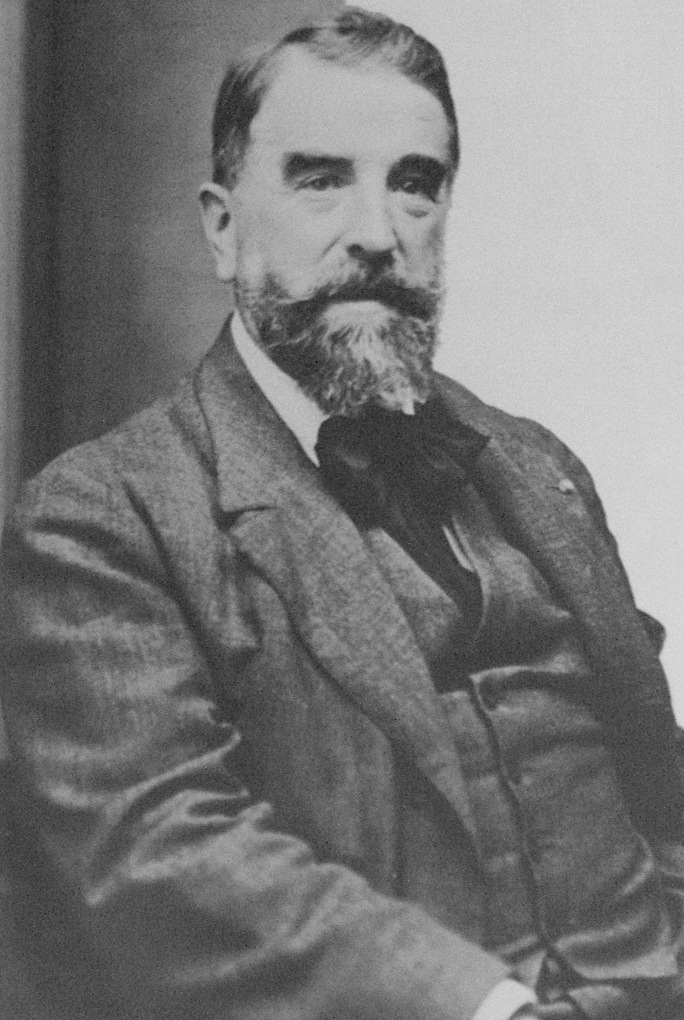

Né au 23 rue de Santiago à Ciudad Rodrigo, aîné des quatre enfants (dans l'ordre de naissance : Celso ; Manuel, décédé très tôt ; Angel ; Isabel) de l'ébéniste Gumersindo Lagar Iglesias. A l'âge de 12 ans, il apprend la sculpture auprès de son père puis quitte sa ville natale pour intégrer l’atelier de Miquel Blay (ca) aux Beaux-Arts de Madrid en 1907, un des meilleurs sculpteurs de l'époque. En 1910 et 1911, il fréquente à Barcelone l'école de la Llotja avant d'aller, sur les conseils de Blay, étudier la sculpture à Paris en 1911 où il rencontre Joseph Bernard, Max Jacob, André Derain, Blaise Cendrars, son ami Amedeo Modigliani, et sa future épouse, la sculptrice Hortense Bégué (1890-1957). En 1912, il expose au Salon d'Automne ses sculptures Adolescencia et Rosa de Thébas. En remerciement de la bourse de 365 pesetas (selon les journaux locaux) que le conseil municipal de Ciudad Rodrigo lui a attribué, il envoie la même année par train la sculpture Rosa de Thébas (sculpture en plâtre, conservée à la maison de la culture de Ciudad Rodrigo) : il s'agit de la seule sculpture encore existante de Lagar. En 2017, à l'initiative de la mairie de Ciudad Rodrigo et du Centre d'Etudes Mirobrigense (CEM), la sculpture Rosa de Thébas est fondue en bronze pour l'exposition monographique de Celso Lagar (réalisée pour les 50 ans de sa mort et les 125 ans de sa naissance) : cette sculpture est ensuite placée  sur la place Campo de Carniceros (Ciudad Rodrigo). 
En 1913, il expose sculptures et dessins à sa première exposition personnelle de Paris (Galerie Ashnur). Il abandonne ensuite la sculpture en faveur de la peinture. L’arrivée de la Première Guerre mondiale représente dans la vie et l’œuvre de Celso Lagar le commencement d’une nouvelle étape. Il revient à Barcelone en 1915 où il obtient une certaine reconnaissance, notamment avec des expositions personnelles aux Galeries Dalmau, ce qui lui permet de retourner à Paris. En 1919, il s’installe définitivement en France. Cette époque, jusqu’à la fin des années 1930, est le moment de sa maturité artistique. Il expose ses œuvres dans les meilleures galeries parisiennes, entre autres chez Léopold Zborowski (1928, avec Hortense). Sa production est abondante et constante. Pendant son séjour en Normandie en 1928, il développe son œuvre sur des thèmes très concrets : les natures mortes, les souvenirs espagnols, les paysages et ses célèbres scènes de cirque. La période des influences avant-gardistes (cubisme, fauvisme, vibracionisme (ca), biologisme[Quoi ?], simultanéisme) terminée, Celso Lagar trouve sa propre voie marquée fondamentalement par l’inspiration goyesque et picassienne. La reconnaissance des critiques et du public augmente. 
Le début de la Seconde Guerre mondiale marque la fin de son époque faste. Le couple est obligé de se réfugier dans les Pyrénées françaises et mènent une vie très difficile. Après la libération de Paris, son retour n’a pas une grosse répercussion. Lagar continue avec les mêmes thèmes et les mêmes techniques d’avant-guerre. Peu à peu, le succès s’estompe et les problèmes d'argent affectent le couple.
À ce moment, son épouse entre à l’hôpital Broca et meurt en 1957. Lagar fait une grave dépression. Il est admis à l’hôpital psychiatrique Sainte-Anne et cesse de travailler. En 1959, Andras Kalman (en) lui rend visite à Sainte-Anne. Par décision de justice, une vente aux enchères est prévue le 7 juin 1962 avec les œuvres conservées dans son atelier afin de payer son séjour à l'asile alors chiffré à 7,5 millions d'anciens francs : l'association Les Amis du peintre Celso Lagar est créée le 6 juin 1962 dans le but d'« apporter une assistance morale et matérielle au peintre Celso Lagar », dans un premier temps Celso Lagar s'oppose à la vente mais donne finalement l'instruction à l'Association pour la Diffusion des Arts Graphiques et Plastiques (ADAGP) de ne pas s'opposer à cette vente. En effet, l'ADAGP considère que cette vente était organisée sans que la question du droit moral de l'artiste n'ait été suffisamment étudiée. En octobre 1964, il retourne en Espagne. Le 18 février 1965, d'un commun accord entre Celso Lagar et l'administration hospitalière, une seconde vente de 68 tableaux est organisée et totalise 130 000 nouveaux francs (le double des estimations) remboursant le solde de 30 000 nouveaux francs laissé par le reste de son séjour à Sainte-Anne. Il vit à Séville avec sa sœur jusqu’à sa mort le 6 septembre 1966.
Le Portrait de Celso Lagar réalisé par Amedeo Modigliani en 1915 est conservé à Jérusalem au musée d'Israël.

## Œuvres

### Collections publiques

#### Espagne
- Fondation Banco Sabadell, Barcelone, Caballo y figuras, huile sur toile, 65x54cm[15].
- Musée national d'art de Catalogne, Barcelone, Scène pastorale, huile sur toile, 81x65cm, 1916[16].
- Musée des beaux-arts de Bilbao, Port de Bilbao, huile sur toile, 60x78cm[17].
- Casa de la Cultura, Ciudad Rodrigo, Rosa de Thébas, sculpture en plâtre, vers 1912.
- Musée d'Art de Gérone, Vue du monastère de Sant Pere de Galligants (es), huile sur toile, 70x89cm[4],[18].
- Fundación Maria José Jove, La Corogne, Port de Honfleur, huile sur toile, 80 × 50 cm[19].
- Fundación Mapfra, Madrid, Recortada, dessin ; Corrida de taureaux, huile sur toile[20].
- Fundación Telefónica, Madrid, La foire du Trône à Paris et Bateaux dans le port de Honfleur, huiles sur toiles[21],[22].
- Musée national centre d'art Reina Sofía, Madrid, La Guerre civile, huile sur toile, 112 × 135 cm[23].
- Musée Carmen-Thyssen, Malaga, Departiendo en la calle, 1915 ; Le Vieux Port de Marseille, 1921 ; Composition au nu, huile sur toile, 181x221cm[24] ; Port de Honfleur, huile sur toile, 57 × 85 cm, 1936[25] ; Scène de cirque[26].
- Casa Lis, Salamanque.
- Musée d'art moderne et contemporain de Santander et Cantabrie (es), Santander, Vue de la Seine, huile sur toile[27].

#### France
- Musée Goya, Castres, La fiancée du toréador, huile sur toile, 92x60cm.
- Musée Eugène-Boudin de Honfleur.
- Musée des beaux-arts de La Rochelle, Saltimbanques, huile sur toile, 130x89cm[28].
- Musée d'art moderne André-Malraux, Le Havre.
- Musée national d'art moderne, Paris, La parade, 130x89cm ; Saltimbanque, 38x46cm, huiles sur toiles.
- Musée des beaux-arts de Rouen.
- Musée des Augustins de Toulouse, Hiver à Eu (Seine-Maritime), huile sur toile, 46x55cm, 1948[29].

#### Suisse
- Petit Palais, Genève.

#### États-Unis
- Museum of Modern Art, New York.
- Philadelphia Museum of Art, Philadelphie.
- Musée des beaux-arts de San Francisco, Acrobate sur un cheval, lithographie[30] ; Artiste de cirque, lithographie[31].

### Collections privées
- Marcel Marceau.

### Illustrations
Il illustra des revues comme les revues espagnoles Revissa Nova et Un enemic del Poble y Troços, ainsi que le livre de Ramón Gómez de la Serna sur le café Pombo.

## Expositions

### Expositions personnelles
- Galerie Ashnur, boulevard Raspail, Paris, 1913.
- Galeries Josep Dalmau, Barcelone, à partir de 1915.
- Galeria general de arte, Madrid, 1917.
- Galeries Laietanes, Barcelone, 1918.
- Asociación de Artistas Vascos, Bilbao, 1918, 1919.
- Galerie Berthe Weill, Paris, 1919, 1922.
- Galerie Barreiro, Paris, 1933.
- Galerie Druet, Paris, 1935.
- Logis Renaissance, Rouen, 1938[32].
- Syndicat d'initiative, Rouen, 1939[33].
- Galerie Claude, Paris, juin-juillet 1948, 1949.
- Galerie municipale de Honfleur, 1950.
- Crane Kalman Gallery, Londres, 1957, juin-juillet 1959, juillet 1961, 1965.
- Galerie de Paris, Paris, novembre-décembre 1961.
- Musée d'Orbigny Bernon, La Rochelle, 1965.
- Grenier à sel, Honfleur, juillet-août 1969.
- Retrospective, Galerie Juan Mas, Madrid, 1976.
- Celso Lagar - Peintures 1912-1936, Galerie Joan Gaspar, Barcelone, 1997.
- Fondation Manuel Ramos Andrade, Salamanque, 1997[34].
- Celso Lagar, el genio mirobrigense, palais des expositions de la mairie de Ciudad Rodrigo, novembre 2016 - février 2017[21],[35].

### Expositions collectives
- Salon d'automne, Paris, 1912, 1923-1925, 1932.
- Atheneum Salon, Gérone, 1916.
- Exposition avec Soutine, 1920.
- Salon des indépendants, Paris, 1923-1925.
- Celso Lagar, peintre, Max Jiménez, sculpteur, Galerie Percier, Paris, octobre-novembre 1924.
- Celso Lagar, peintre, Hortense Begué, sculpteur, Galerie Zborowski, Paris, avril 1928[36].
- Salon des surindépendants, Paris, 1934[37].
- L'art espagnol contemporain, Salle du Jeu de paume des Tuileries, Paris, février-mars 1936.
- Celso Lagar, Léonard Bordes, Galerie Legrip, Rouen, mai 1938[38].
- Quelques peintres et sculpteurs espagnols de l'École de Paris - Antoni Clavé, Óscar Domínguez, Pedro Flores, Celso Lagar, José Palmeiro, Joaquín Peinado, Pablo Picasso, Hernando Viñes, catalogue contenant des poèmes de Paul Éluard enrichis de gravures originales des artistes, Galerie Roux-Henschel, Paris, juin 1945.
- Artistes ibériques de l'École de Paris - Antoni Clavé, Óscar Domínguez, Celso Lagar, José Palmeiro, Ginés Parra (peintres); Honorio García Condoy, Baltasar Lobo (sculpteurs), Galerie Drouant-David, Paris, juin-juillet 1946.
- Bimillénaire de Paris - Comité Montparnasse - Exposition de peintres et sculpteurs de l'École de Paris, La Coupole), Paris, juin-juillet 1951[39].
- IIe Biennale Hispano-américaine d'art (ca) dite « Biennale des Caraïbes » - Mariano Andreu, Pere Créixams, Óscar Domínguez, Pedro Flores, Maria Girona, Emili Grau i Sala, Alexis Hinsberger, Celso Lagar, Ginés Liébana (es), Xavier Oriach, Xavier Valls, Alejo Vidal-Quadras, Carlos Sansegundo (es), Palais des beaux-arts de Cuba, La Havane, mai-septembre 1954[40].
- Modigliani et Lagar, Musée des Beaux-Arts de Berne, Suisse, 1970.
- Celso Lagar et l'École de Paris, Députation provinciale de Salamanque, 1991.
- Exposition itinérante de peintres espagnols dont l'œuvre s'est partiellement développée à Paris - Maria Blanchard, Francisco Bores, Antoni Clavé, Julio Gonzalez, Juan Gris, Celso Lagar, Pablo Picasso, José Palmeiro, Orlando Pelayo, Pedro Pruna, Joaquín Torres García…, Jaén, Grenade, 2002.
- Celso Lagar, Zacarías González, Colegio Nuestra Señora de Lourdes (es), Valladolid, novembre 2009[41].
- Honfleur, entre tradition et modernité, Musée Eugène-Boudin, Honfleur, juin-septembre 2010.

## Réception critique
- « Le plus doué est sans doute Celso Lagar, il est certainement celui qui fait monter aux visages de ses Arlequins, de ses Pierrots ou de ses matadors le plus d'âme, âme grave, âme inquiète, songeuse ; ses petites gouaches sont d'un fils de Goya. » - Michel Florisoone[37]
- « Si jusqu'à récemment les collectionneurs recherchaient chez Lagar surtout les scènes de cirque et de tauromachie, on observe aujourd'hui qu'ils se tournent volontiers vers les nus et les paysages, des œuvres construites avec une grande rigueur, aux volumes bien distribués. Lagar passa la plus grande partie de son existence à Paris ; au soir de sa vie, il fut atteint de graves troubles mentaux. » - Gérald Schurr[42]

## Postérité

### Hommage
Une rue de la ville de Salamanque est appelée « calle del pintor Celso Lagar ».

### Comité Celso Lagar
Vers 2017, les ayant-droits de la propriété intellectuelle de l’œuvre de Celso Lagar créent le comité Archivo Celso Lagar dont le but est de protéger et promouvoir l’œuvre du peintre. Iván García Langa dirige le catalogue raisonné de Lagar établi par le comité.